# Meteorologija u 1855.
◄◄ | ◄ | 1852. | 1853. | 1854. | 1855.  | 1856. | 1857. | 1858. | ► | ►►
Arhitektura • Astronomija • Biologija • Fotografija • Glazba • Kazalište • Kemija • Kiparstvo • Knjige • Književnost • Kršćanstvo • Meteorologija • Medicina • Politika • Pravo • Promet • Slikarstvo • Šport • Znanost • Željeznički promet
Meteorologija u 1855.

## Hrvatska i u Hrvata

### Rođenja
- Ambroz Haračić, hrvatski prirodoslovac, meteorolog i botaničar(† 1916.)

## Vanjske poveznice
|  | Zajednički poslužitelj ima još gradiva o temi Vrijeme u 1855. |